# ايه اي دبليو فايت فور ذا فولين
ايه اي دبليو فايت فور ذا فولين (بالإنجليزية: AEW Fight for the Fallen) وتعني بالعربية (قاتل لاجل الذين سقطوا) وهو حدث مصارعة محترفين قادم يروج له من قبل اتحاد اول ايليت ريسلينغ (AEW) سيكون هذا هو الحدث الثالث الذي يتم الترويج له تحت شعار أول ايليت ريسلينغ AEW. سيقام العرض يوم السبت الموافق 13 يوليو 2019 في قاعة ديليز بليس في مدينة جاكسونفيل بولاية فلوريدا الأمريكية. وقد ذكر اتحاد AEW أن جميع  عائدات هذا الحدث سيتم التبرع لضحايا العنف المسلح في امريكا.
تم الإعلان في التاسع من يوليو ان كريس جيركو سيظهر في العرض ليلقي برومو عن مباراته القادمة علي لقب AEW العالمي 
تم الإعلان عن الاغنية الخاصة بالعرض من غناء ميكي روكوس.
تميز عروض ايه اي دبليو فايت فور ذا فولين
تتميز عروض المصارعة في ايه اي دبليو فايت فور ذا فولين بالاحترافية، حيث يشارك فيها مصارعون متنوعون تجمعهم عداوات ونزاعات مبنية على قصص مكتوبة مسبقًا. يتم تقديم هذه القصص وتطويرها ضمن البرامج التلفزيونية الأسبوعية لـ AEW مثل: Dynamite و Rampage و Collision.

## بناء العرض
سيشمل عرض فايت فور ذا فولين مباريات مصارعة محترفين مباريات مصارعة تجمع بين مصارعين مختلفين، بناءً على خلافات وقصص مكتوبة مسبقًا. يجسد المصارعون أدوارًا متنوعة، بما في ذلك الشخصيات المحبوبة والمكروهة، بالإضافة إلى شخصيات أقل بروزًا، ضمن سيناريوهات نصية تخلق توترًا يؤدي إلى الإعلان عن مباراة مصارعة أو سلسلة من المواجهات.

## النتائج
| ترتيب المباراة    | المباراة | نوع المباراة                                                                                    | الوقت الذي استغرقته المباراة بالدقائق | الملاحظات |
| ----------------- | --- | ----------------------------------------------------------------------------------------------- | ------------------------------------- | --------- |
| 1 العرض الافتتاحي | سوني كيس يهزم بيتر افلون (برفقة ليفا باتيس)                                                                                                | مباراة فردية                                                                                    | 05:10                                 | [ 9 ]     |
| 2 العرض الافتتاحي | بيا بريسلي وشوكو ناكاجيما يهزمن ريهو ودكتور بريت باكير                                                                                     | مباراة فرق نسائية                                                                               | 15:40                                 | [ 10 ]    |
| 3 العرض الافتتاحي | فريق ام جي اف وسامي جويفارا وشين سباير يهزمون فريق ديربي الين وجيمي هافوك وجوي جانيلا                                                      | مباراة فرق ست رجال                                                                              | 13:15                                 | [ 11 ]    |
| 4                 | براندي رودز برفقة اوسم كونغ تهزم اللي | مباراة فردية                                                                                    | 11:00                                 | [ 12 ]    |
| 5                 | فريق دارك اوردر (ايفيل اونو وستو جرايسون) يهزما فريق انجيلكو وجاك ايفانز وفريق فتي وديناصوره (جوي جانيلا ولوتشا سوروس) برفقة (ماركو ستانت) | مباراة فرق تهديد ثلاثي للتتاهل للجولة الاولي في عرض اول اوت لتحديد أول ابطال ايه اي دبليو للفرق | 15:15                                 | [ 13 ]    |
| 6                 | آدم بيج يهزم كيب سابين ‏ | مباراة فردية                                                                                    | 19:05                                 | [ 14 ]    |
| 7                 | فريق اللوتشا بروس (بينتاغون جونيور وراي فينكيس) يهزم فريق اس سي يو (فرانكي كازاريان وسكوربيو سكاي) (برفقة كريستوفر دانيالز)                | مباراة فرق                                                                                      | 15:10                                 | [ 15 ]    |
| 8                 | كيني أوميغا يهزم شيما | مباراة فردية                                                                                    | 22:30                                 | [ 16 ]    |
| الحدث الرئيسي     | فريق اليونج باكس ‏ (مات جاكسون ونيك جاكسون) يهزما فريق عائلة رودز (كودي روز و داستن رودس)                                                   | مباراة فرق                                                                                      | 31:25                                 | [ 17 ]    |

## 2020
| التاريخ       | المكان                            | الهدف الخيري                       |
| ------------- | --------------------------------- | ---------------------------------- |
| 15 يوليو 2020 | Daily’s Place، جاكسونفيل، فلوريدا | دعم جهود الإغاثة من جائحة كوفيد‑19 |

- بث خاصة ضمن عرض إيه إي دبليو ديناميت، أقيم بدون جمهور خارجي بسبب الجائحة.[2]

## 2021
| التاريخ       | المكان                                    | الهدف الخيري                            |
| ------------- | ----------------------------------------- | --------------------------------------- |
| 28 يوليو 2021 | Bojangles Coliseum، شارلوت، نورث كارولينا | دعم ضحايا العنف الأسري والاعتداء الجنسي |

- أقيم في نهاية جولة "Welcome Back" بعد عودة العروض الحية.[4]

## 2022
| التاريخ       | المكان                        | الهدف الخيري                            |
| ------------- | ----------------------------- | --------------------------------------- |
| 27 يوليو 2022 | DCU Center، ووستر، ماساتشوستس | دعم منظمة حماية الحياة البحرية "Oceana" |

- بث على جزأين ضمن عروض إيه إي دبليو ديناميت وAEW Rampage  [لغات أخرى]‏ بمناسبة Shark Week.[6]

## 2023
| التاريخ           | الأماكن                                            | الهدف الخيري                                     |
| ----------------- | -------------------------------------------------- | ------------------------------------------------ |
| 16 و19 أغسطس 2023 | Bridgestone Arena (نشفيل) وRupp Arena (ليكزينغتون) | دعم بنك الطعام في ماوي (خلال حرائق هاواي الكبرى) |

- بث على ثلاثة عروض تلفزيونية: ديناميت وRampage وCollision.

## 2025
| التاريخ      | المكان                                         | الهدف الخيري           |
| ------------ | ---------------------------------------------- | ---------------------- |
| 1 يناير 2025 | Harrah’s Cherokee Center، أشفيل، نورث كارولينا | دعم ضحايا إعصار هيليين |

- أول بث مشترك بين التلفزيون و«ماكس» ضمن برامج إيه إي دبليو ديناميت.

## روابط خارجية
- ايه اي دبليو فايت فور ذا فولين على موقع IMDb (الإنجليزية)
- ايه اي دبليو فايت فور ذا فولين على موقع قاعدة بيانات الفيلم (الإنجليزية)
- ايه اي دبليو فايت فور ذا فولين على موقع كينوبويسك (الروسية)
- الموقع الرسمي للاتحاد